# Villar de Olalla
Villar de Olalla là một đô thị ở tỉnh Cuenca, Castile-La Mancha, Tây Ban Nha. Theo điều tra dân số năm 2006 (INE), đô thị này có dân số 1.061 người.